# Dagom
Dagom, Dragom, Dagon ou Dagã é um deus fenício, cananeu e às vezes mesopotâmico.

## Características
Segundo o escritor fenício Sanconíaton, traduzido do fenício por Filo de Biblos e preservado por Eusébio de Cesareia, Urano casou-se com sua irmã Ge, e teve vários filhos: Ilo, também chamado de Cronos, Betilo, Dagom, que significa Siton (pão-trigo) e Atlas. Dagom, depois que desenvolveu o pão de trigo, foi chamado de Zeus Arótrio.
De acordo com a Bíblia, quando os filisteus capturaram a Arca da Aliança, colocaram-na no templo de Dagom, em Asdode. No dia seguinte, a estátua de Dagom foi encontrada deitada diante da arca, e os cidadãos a reergueram; porém, no outro dia, ela estava novamente prostrada, mas com a cabeça e as mãos cortadas, caídas ao chão, restando apenas o tronco. Com medo, e por causa de outras pragas, os filisteus decidiram levar a Arca até a cidade de Gate.